# Mafalda Sanches de Portugal
D. Mafalda Sanches de Portugal, O. Cist. (1195 ou 1196 — Amarante, 1 de maio de 1256), infanta de Portugal e rainha de Castela por um breve período de tempo, sendo ainda considerada beata pela Igreja Católica, e venerada sob o nome de Rainha Santa Mafalda.
Foi educada por D. Urraca Viegas de Ribadouro, filha de Egas Moniz IV de Ribadouro, que lhe deixou vários bens em testamento, como a posse do Mosteiro de Tuias.

## Rainha de Castela

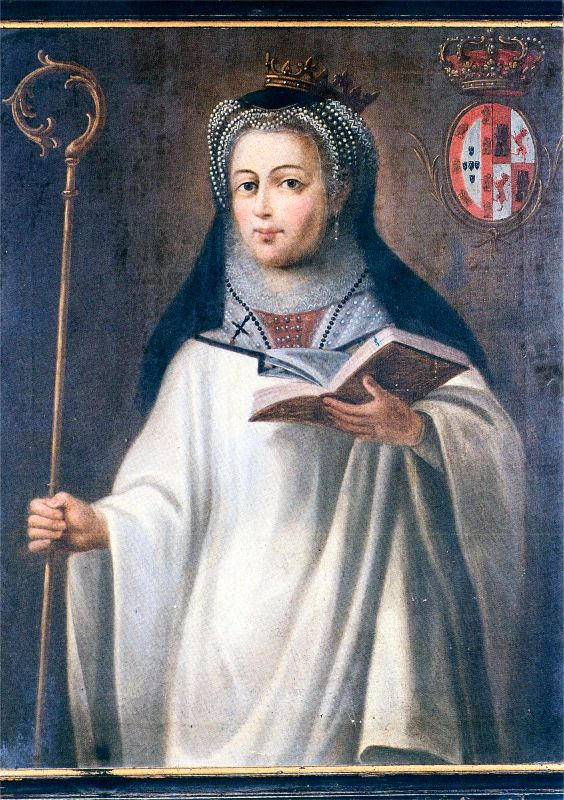
Quadro de Mafalda no Mosteiro de Arouca.

Era filha do rei Sancho I de Portugal e de Dulce de Aragão, tendo recebido em herança o nome da avó, a rainha Mafalda de Saboia. Em 1215, Mafalda casou-se com Henrique I de Castela; como o Rei era muito jovem o casamento não foi consumado, tendo sido dissolvido no ano seguinte.

## Querelas com Afonso II de Portugal, seu irmão
Por morte de Sancho I de Portugal, Mafalda deveria receber, segundo as disposições testamentárias do pai, o castelo de Seia, com o resto do termo da vila, e todos os rendimentos aí produzidos, podendo usar o título de rainha enquanto senhora desse mesmo castelo; recebia também o mosteiro de Bouças.
Isto gerou uma luta com seu irmão Afonso II de Portugal, que desejando centralizar o poder, obstou à prossecução do testamento do pai, impedindo a infanta-rainha de receber os títulos e os réditos a que tinha direito - de facto Afonso II temia que esta pudesse passar a eventuais herdeiros o vasto património que o testamento lhe legava, criando assim um problema à soberania do rei de Portugal e dividindo quase o país ao meio.
O testamento previa também terras e castelos para as suas irmãs Teresa e Sancha, tendo-se formado um partido de nobres afectos às infantas, liderado pelo infante D. Pedro (que se acolheu a Leão sob a protecção de Teresa, então rainha de Leão, e tomou algumas praças transmontanas), mas que acabaria por sair derrotado; só com a morte de Afonso II, o seu filho Sancho II resolveu o problema, concedendo os rendimentos dos castelos às tias, nomeando os seus alcaides de entre os nomes que estas propusessem, pedindo-lhes apenas que renunciassem ao título de rainhas - assim se estabeleceu enfim a paz no reino, em 1223.

## Vida religiosa e beatificação
Mais tarde, tornou-se monja cisterciense revitalizando o mosteiro feminino de Arouca.
Segundo a tradição no âmbito das suas deslocações e permanência em Terras do Douro Litoral, onde passara a sua infância, Mafalda dedica-se ainda à fundação de várias igrejas, nomeadamente as de São Gens de Boelhe, São Pedro de Abragão e São Salvador de Cabeça Santa, em Penafiel. É-lhe ainda atribuída a instituição de um recolhimento de mantelatas em Amarante que, anos mais tarde, se converteria num mosteiro professo na Ordem de Santa Clara, o Mosteiro de Santa Clara de Amarante.
Faleceu no mosteiro de Rio Tinto, nas proximidades do Porto. Quando o seu corpo foi mais tarde exumado para ser trasladado para a abadia de Arouca, foi descoberto incorrupto, o que gerou uma onda de fervor religioso em torno do corpo da infanta.
A 27 de junho de 1793 foi beatificada pelo Papa Pio VI, acompanhando assim aos altares as suas irmãs Teresa e Sancha, já declaradas beatas no início desse século. É festejada no dia 2 de Maio pela Igreja Católica.